# Elke Gruber
Elke Gruber (* 30. Mai 1959 in Zwickau/DDR) ist eine österreichische Bildungswissenschaftlerin und Professorin für Erwachsenen- und Weiterbildung an der Universität Graz.

## Leben und Wirken
Elke Gruber absolvierte von 1975 bis 1978 zunächst die Ausbildung zur Diplomkrankenschwester an der medizinischen Fachschule am Bezirkskrankenhaus Zwickau. Ab 1978 holte sie die Matura auf dem zweiten Bildungsweg nach und begann das Studium der Medizinpädagogik an der Humboldt-Universität zu Berlin, das sie 1984 abschloss. Von 1984 bis 1986 war sie dort auch als Forschungsassistentin und Lehrbeauftragte an der Sektion Pädagogik im Wissenschaftsbereich der Betriebspädagogik und Erwachsenenbildung tätig. Im Jahr 1986 übersiedelte sie nach Österreich, wo sie als Bereichsleiterin für Altenhilfe im Sozial- und Begegnungszentrum St. Leonhardt in Graz fungierte.
Bereits 1988 kehrte sie wieder an die Universität zurück und begann als wissenschaftliche Mitarbeiterin am Institut für Erziehungswissenschaften an der Universität in Graz zu arbeiten. Im Jahr 1993 wurde sie dort mit der Schrift Bildung zur Brauchbarkeit? Berufliche Bildung zwischen Anpassung und Emanzipation. Eine sozialhistorische Studie zum Dr. phil. promoviert. Von 1994 führte Elke Gruber ihre wissenschaftliche Laufbahn als Vertragsassistentin, wissenschaftliche Mitarbeiterin und später als Universitätsassistentin in der Abteilung Erwachsenenbildung am Institut für Erziehungswissenschaften fort. 2001 habilitierte sie mit dem Werk Beruf und Bildung - (k)ein Widerspruch? Bildung und Weiterbildung in Modernisierungsprozessen im Fach Pädagogik an der Universität Graz. Von 2002 bis 2014 war sie Inhaberin des Lehrstuhles für Erwachsenen- und Berufsbildung an der Alpen-Adria-Universität Klagenfurt. Ab dem 1. November 2014 erfolgte dann die Übernahme des Lehrstuhls für Erwachsenenbildung/Weiterbildung an der Universität Graz sowie die Leitung des Arbeitsbereiches Erwachsenen- und Weiterbildung. Mit 1. Oktober 2019 wurde Elke Gruber mit der Leitung des Instituts für Erziehungs- und Bildungswissenschaft betraut. Sie lehrt und forscht in den Bereichen Erwachsenenbildung/Weiterbildung, Lebenslanges Lernen (hier insbesondere zu Fragen der Organisation, Steuerung und Professionalisierung), Berufspädagogik, internationale Bildungsentwicklungen, Curriculumentwicklung und Bildungsgeschichte. Außerdem unterhält sie zahlreiche Vortrags- und Seminartätigkeiten im In- und Ausland.
Gemeinsam mit Peter Schlögl war sie maßgeblich für die Entwicklung des Österreichischen Rahmens für Qualitätssicherung (Ö-Cert) verantwortlich und ist dort aktuell auch als Vorsitzende der Akkreditierungsgruppe tätig. Elke Gruber schuf damit einen einheitlichen Qualitätsrahmen für die Erwachsenenbildung in Österreich, der im Auftrag des BMBWF und in Kooperation mit zentralen Akteuren und Akteurinnen der Erwachsenenbildung konzipiert wurde. Ziel des Qualitätsrahmens ist es, die gegenseitige Anerkennung von qualitätssichernden Maßnahmen der Bildungsorganisationen zwischen den einzelnen Bundesländern sowie zwischen dem Bund und den Ländern sicherzustellen. Darüber hinaus war Elke Gruber federführend an der Entwicklung der Weiterbildungsakademie Österreich (wba) beteiligt, die ein international viel beachtetes Modell zur Anerkennung erwachsenenpädagogischer Kompetenzen darstellt. Sie war dort auch viele Jahre Vorsitzende des Akkreditierungsrates.
Gruber ist Mitherausgeberin der Zeitschrift für Weiterbildungsforschung (ZfW) beim Springer Verlag sowie Mitglied des Fachbeirats beim Magazin erwachsenenbildung.at.

## Werke (Auswahl)
- Bildung zur Brauchbarkeit? Berufliche Bildung zwischen Anpassung und Emanzipation. Eine sozialhistorische Studie. München: Profil-Verlag, 1997, unver. Nachdruck der 2. durchg. u. erg. Aufl., 2004. ISBN 978-3-89019-414-1
- Beruf und Bildung - (k)ein Widerspruch? Bildung und Weiterbildung in Modernisierungsprozessen. Innsbruck, Wien, München: Studien-Verlag, 2001. ISBN 978-3-7065-1542-9
- mit Monika Kastner: Gesundheit und Pflege an die Fachhochschule? Wien: Facultas, 2005. ISBN 978-3-85114-915-9
- Herausgeberin mit Gisela Wiesner: Erwachsenenpädagogische Kompetenzen stärken. Kompetenzbilanzierung für Weiterbildner/-innen. Bielefeld: W. Bertelsmann Verlag, 2012. ISBN 978-3-7639-4908-3
- Herausgeberin mit Rudolf Egger: Anspruch, Einspruch, Widerspruch. Durch lebenslanges Lernen auf dem Weg in eine offene Gesellschaft. Festschrift für Werner Lenz. Münster: LIT Verlag. Band 4, 2012. ISBN 978-3-643-50398-5
- mit Werner Lenz: Erwachsenen- und Weiterbildung Österreich. Länderporträts. Bielefeld: W. Bertelsmann Verlag, 3., vollst. überarb. Aufl., 2016. ISBN 978-3-7639-5383-7
- mit Peter Schlögl, Norbert Lachmayr, Karin Gugitscher, Birgit Schmidtke, Philipp Assinger: Kompetenzanerkennung und Validierungspraxis in der Erwachsenen- und Weiterbildung. Theoretische Bezüge und empirische Befunde. Bielfeld: W. Bertelsmann Verlag, 2021. ISBN 978-3-7639-6021-7

## Auszeichnungen
- 2016 Bruno-Kreisky-Preis für das politische Buch, Sonderpreis in der Kategorie „Arbeitswelten - Bildungswelten“[8][9]
- 2017 Österreichischer Staatspreis für Erwachsenenbildung, für ihr Gesamtwerk in der Kategorie „Wissenschaft“[10]